# Mollālar
Mollālar (persiska: مُلّالُر, مُلّالو, ملالر, Mollālor) är en ort i Iran.   Den ligger i provinsen Ardabil, i den nordvästra delen av landet, 500 km nordväst om huvudstaden Teheran. Mollālar ligger 743 meter över havet och antalet invånare är 459.
Terrängen runt Mollālar är kuperad. Runt Mollālar är det ganska glesbefolkat, med 43 invånare per kvadratkilometer. Närmaste större samhälle är Qarah Khān Beyglū, 8,0 km nordväst om Mollālar. Trakten runt Mollālar består till största delen av jordbruksmark.